# Лейпцизька площа
52°30′35″ пн. ш. 13°22′42″ сх. д. / 52.509638888889° пн. ш. 13.378444444444° сх. д.
Лейпцизька площа (нім. Leipziger Platz) — площа в центрі Берліна, що межує на заході з Потсдамською площею. Від східного краю площі бере початок Лейпцизька вулиця.
Восьмикутна площа під назвою Октогон була закладена одночасно з сучасними Паризькою площею і площею Мерінга у 1732-1738 роках за проектами Філіпа Герлаха. У 1814 році площа Октогон була перейменована на Лейпцизьку на честь Битви народів під Лейпцигом.
За часів кайзерівської Німеччини на південній стороні площі розміщувалося пруське міністерство сільського господарства, у південно-східній стороні  - прусське міністерство торгівлі, а у північно-східному — морське міністерство. До 1867 року Лейпцизька площа від Потсдамської відокремлювала митна стіна. Наприкінці XIX століття на Лейпцизькій площі був зведений торговий дім «Вертхайм».
Після Другої світової війни забудова Лейпцизької площі виявилася в руїнах, які були згодом знесені. Берлінський мур у 1961 році пройшов по Потсдамської площі з півночі на південь. Північно-західна частина Лейпцизької площі виявилася у прикордонній смузі. Її забудова почалася тільки після возз'єднання Німеччини у 1990 році, і площа знову стала набувати восьмикутну форму. В 1998 році з'явився палац Моссе. В 2005 році у нову будівлю на Лейпцизькій площі в'їхало посольство Канади. На місці торгового дому «Вертхайм» 25 вересня 2014 року було відкрито багатофункціональний торговий центр LP12 Mall of Berlin.